# Nekla
Nekla is een stad in het Poolse woiwodschap Groot-Polen, gelegen in de powiat Wrzesiński. De oppervlakte bedraagt 19,79 km², het inwonertal 3164 (2005).

## Verkeer en vervoer
- Station Nekla